# Basilica di Santa Maria Assunta (Genova)
La basilica di Santa Maria Assunta di Carignano è un edificio religioso di Genova. La sua comunità parrocchiale fa parte del vicariato "Carignano-Foce" dell'arcidiocesi di Genova.
La chiesa, che svetta con la sua mole armoniosa al culmine della collina di Carignano, è una delle più note opere genovesi di Galeazzo Alessi e uno dei maggiori esempi di architettura rinascimentale della città. Le sculture di Pierre Puget e Filippo Parodi contenute al suo interno sono fra i più alti capolavori del barocco genovese. Per la sua posizione preminente, è ben visibile da molte parti della città, sulla quale si affaccia con quattro prospetti identici, anche se parzialmente celati da moderni edifici.
Iniziata intorno alla metà del Cinquecento, la sua costruzione si protrasse fino all'inizio del secolo seguente, ma i lavori continuarono anche nei secoli successivi, per questo nel linguaggio popolare divenne proverbiale l'espressione "A l'è comme a fabrica de Caignan" ("è come la fabbrica di Carignano") per indicare un'impresa interminabile. Già chiesa gentilizia della famiglia Sauli divenne in seguito abbazia, collegiata e basilica minore.
Dal 1911 è sottoposta a vincolo di tutela da parte della soprintendenza.

## Storia

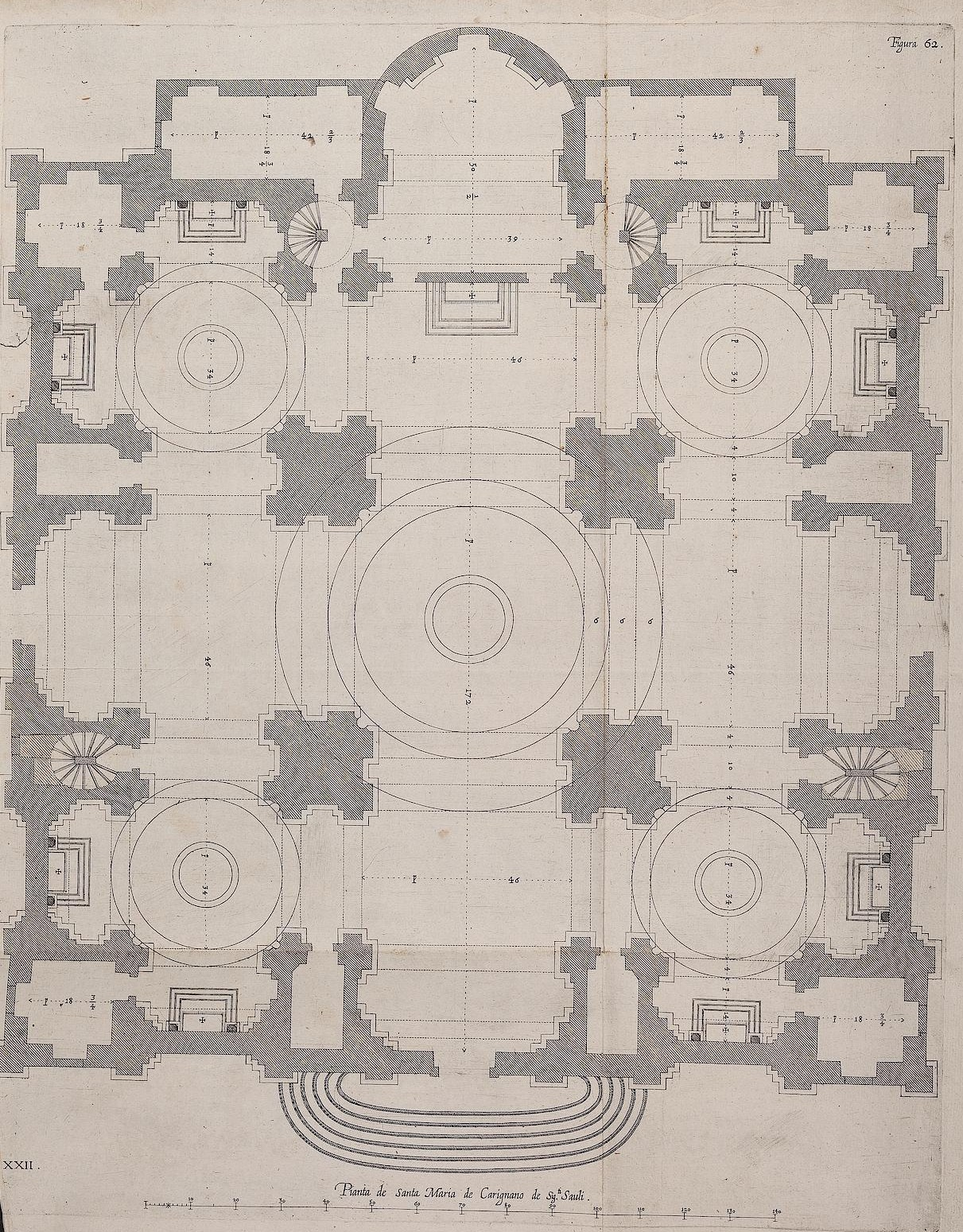
Pianta dell'edificio

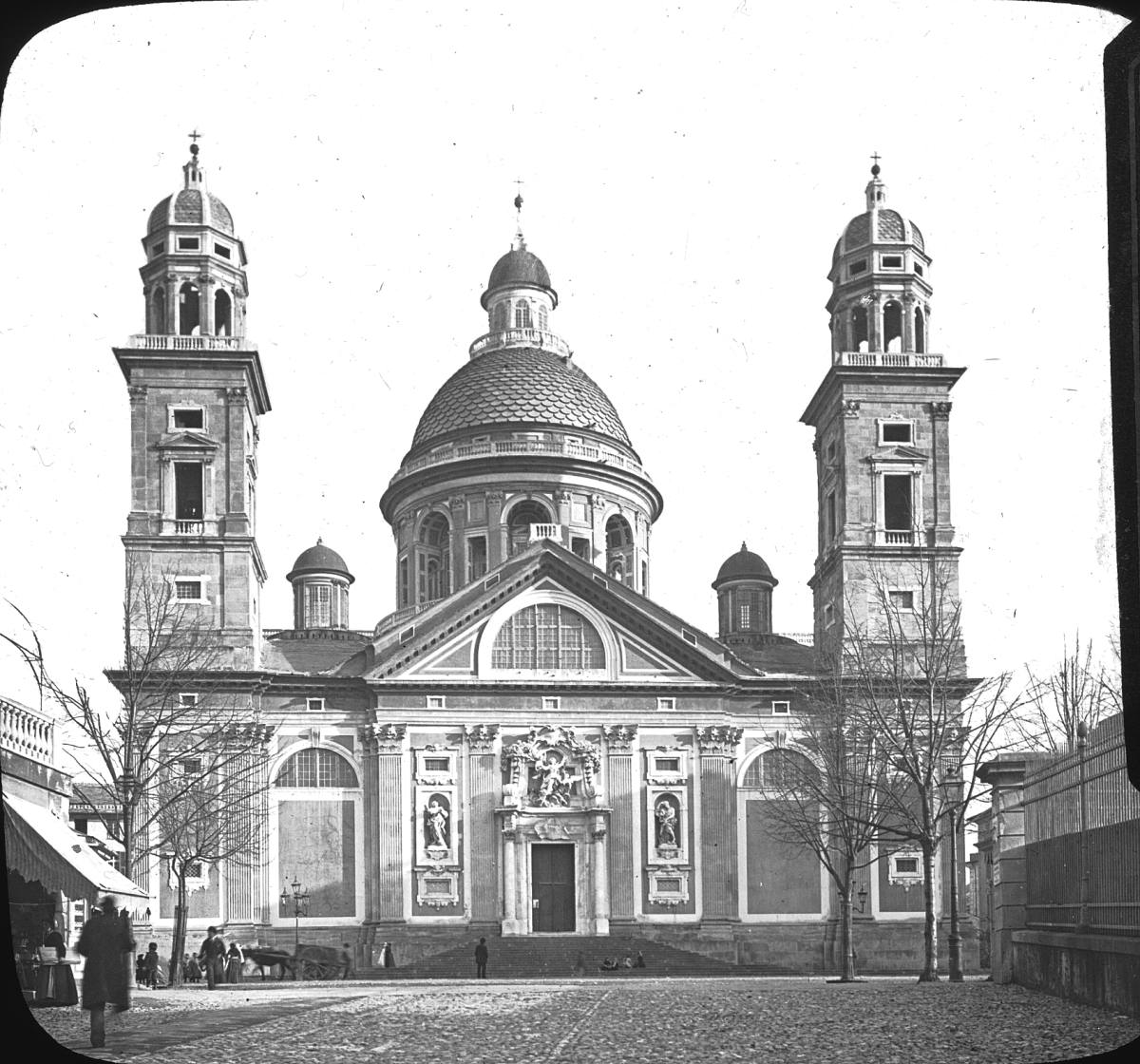
La basilica alla fine dell'Ottocento in una fotografia di William Henry Goodyear (Brooklyn Museum)

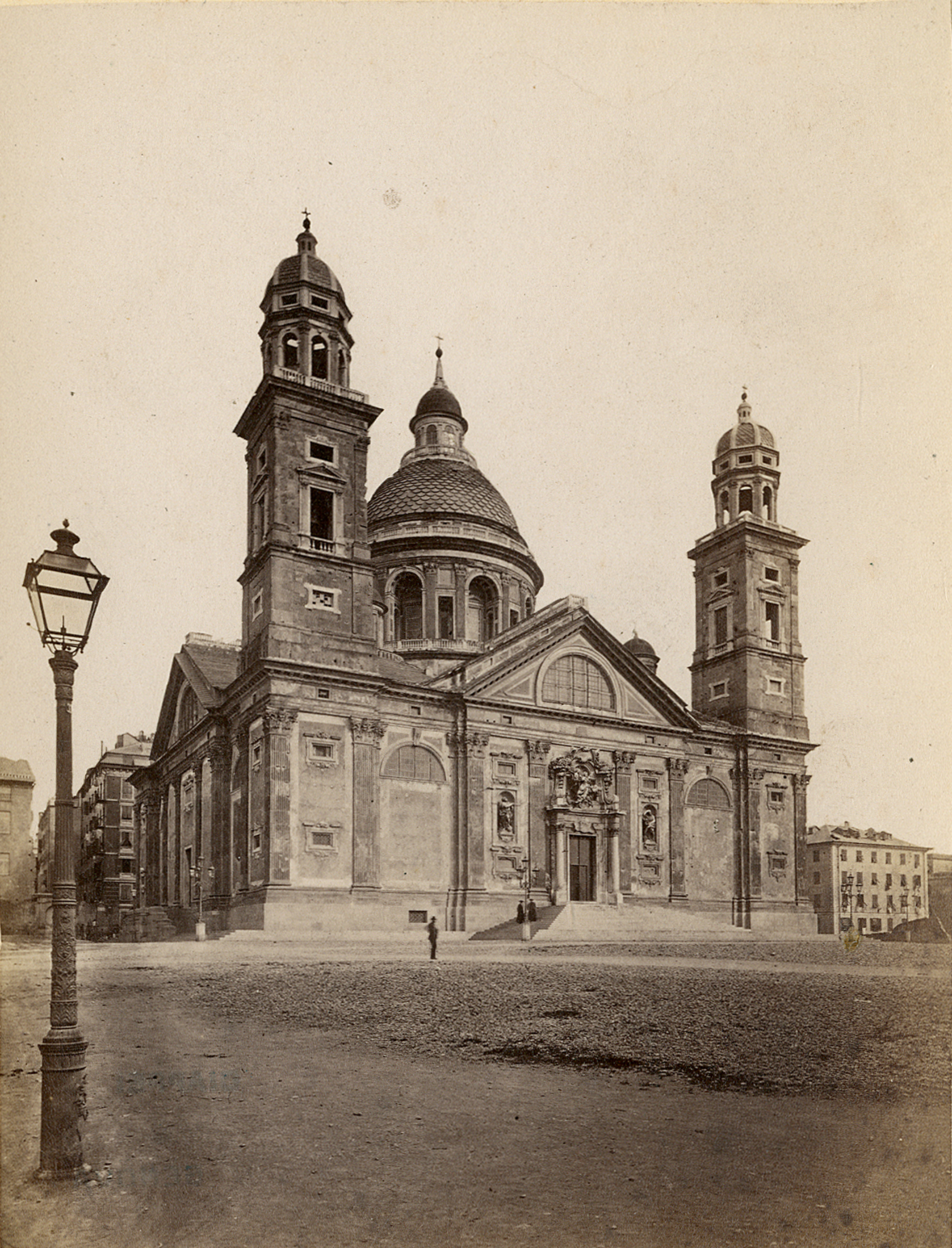
La basilica in una foto di Francesco Ciappei di metà Ottocento (Museo di Leiden)

La chiesa fu realizzata per volontà del patrizio genovese Bandinello Sauli, che con la sua disposizione testamentaria del 17 ottobre 1481 creava un apposito fondo presso il banco di S. Giorgio. Fu però soltanto quasi settant'anni dopo, il 7 settembre 1549, che gli eredi di Bandinello Sauli mediante una convenzione affidarono l'incarico all'architetto perugino Galeazzo Alessi, che si trovava a Genova da un anno.
La posa della prima pietra avvenne, presente il vicario generale dell'arcivescovado monsignor Egidio Falcetta, il 10 marzo 1552. Nel 1555 erano quasi pronte le mura perimetrali, nel 1560 l'edificio fu parzialmente coperto, e già nel 1564 la chiesa cominciò ad essere officiata, anche se la prima messa solenne vi sarebbe stata celebrata solo nel 1588.
L'Alessi, trasferitosi a Milano nel 1556, mantenne la direzione del progetto e dei lavori, avvalendosi della collaborazione di noti architetti locali tra i quali Bernardino Cantone, Angelo Doggio, Bernardo Spazio e Domenico Ponzello, con i quali intrattenne una fitta corrispondenza, oggi conservata nell'archivio storico della basilica.
La "fabbrica" rimase aperta per più di cinquant'anni: la cupola fu terminata solo nel 1603, trent'anni dopo la morte del progettista.
Nel frattempo, il 13 giugno 1583, papa Gregorio XIII con un "motu proprio" ne aveva decretato l'erezione in collegiata ed abbazia. Sarebbero trascorsi ancora quasi novant'anni prima che un altro pontefice, Alessandro VIII, concedesse all'abate il privilegio di celebrare pontificali (27 agosto 1690); nel 1742 con una bolla di Benedetto XIV alla chiesa fu conferito lo status di parrocchia, ma senza giurisdizione territoriale, essendo la parrocchia gentilizia dei membri della famiglia fondatrice.

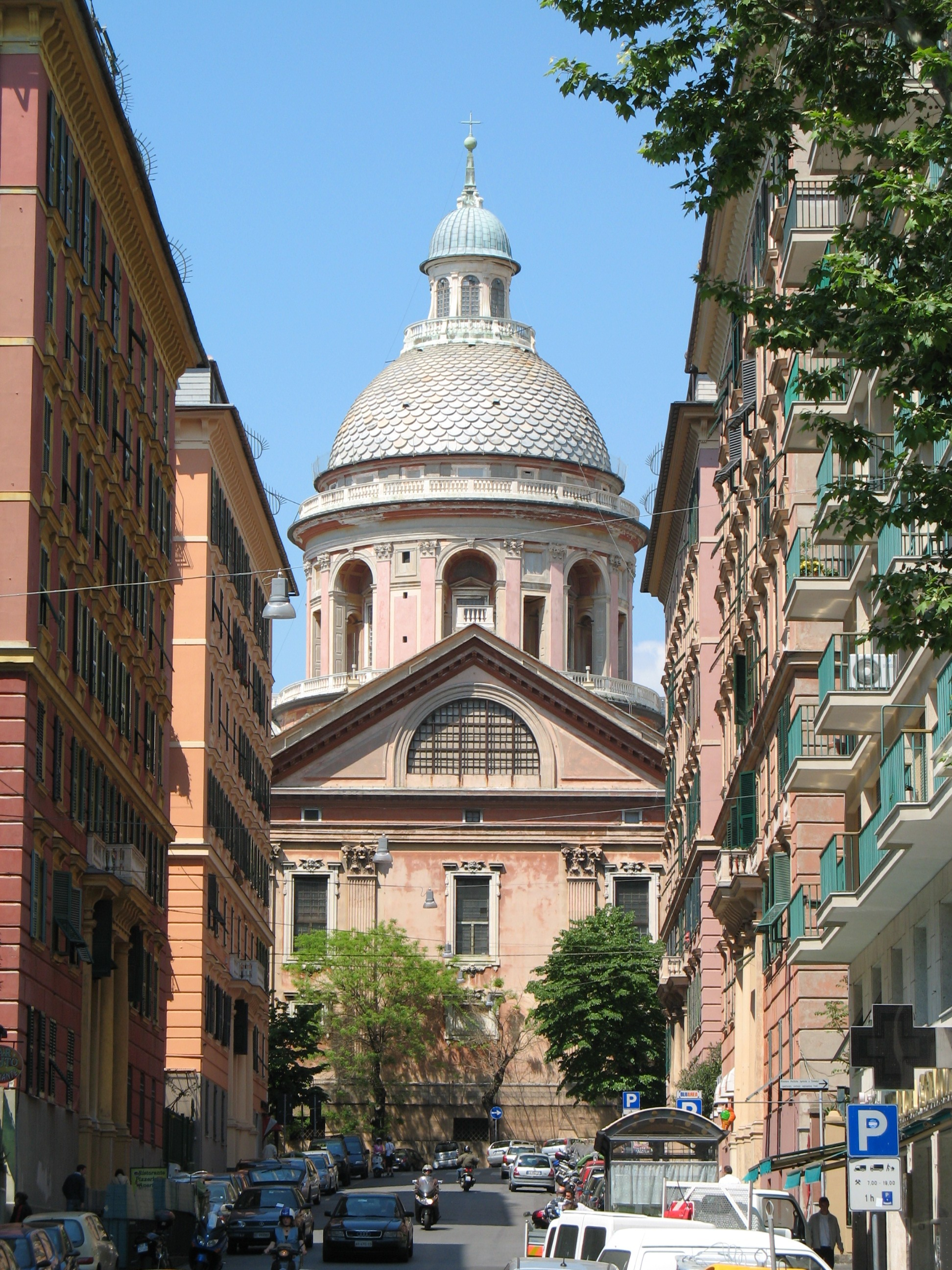
Prospetto posteriore della basilica visto da via Nino Bixio.

Per creare un accesso scenografico alla chiesa tra il 1718 e il 1724 Domenico Sauli fece realizzare da Gerard De Langlad il ponte che, superando la valletta del Rivo Torbido, unisce i colli di Sarzano e di Carignano. Lo stesso Domenico Sauli nel 1737 fece realizzare il concerto di campane.
La facciata fu sistemata una prima volta nel 1722 da Francesco Giovanni Baratta, che realizzò il portale d'ingresso, sul quale, in una cornice barocca, fu collocata la statua dell'Assunta, originariamente destinata all'altare maggiore.
I lavori si protrassero ancora fino all'Ottocento e furono completati da maestranze locali, con il rifacimento totale della facciata su disegno dell'architetto Carlo Barabino; in questa circostanza furono realizzate anche le scalinate di accesso ai tre portoni della chiesa, già previste dall'Alessi.
Una targa all'interno della chiesa ricorda che il papa Pio VII nel 1815 vi celebrò un solenne pontificale.
Nella seconda metà dell'Ottocento, epoca particolarmente feconda per il cattolicesimo genovese, la canonica della basilica divenne luogo d'incontro per religiosi e uomini di cultura, su invito dell'allora abate mitrato Tommaso Reggio, futuro arcivescovo di Genova e beato: si ricordano in particolare Gaetano Alimonda (futuro cardinale) e Fortunato Vinelli, canonico della basilica e futuro primo vescovo di Chiavari.
Soltanto in tempi più recenti, il 4 dicembre 1939, un decreto arcivescovile del cardinale Pietro Boetto ha trasformato la chiesa di Carignano in parrocchia territoriale; del 14 agosto 1951 è invece la consacrazione a basilica minore da parte del cardinale Giuseppe Siri. La basilica ha ancora oggi il titolo di parrocchia gentilizia dei marchesi Cambiaso Negrotto Giustiniani (eredi dei Sauli) che mantennero il diritto di patronato fino alla loro rinuncia nel XX secolo.
Come chiesa parrocchiale del centro di Genova, la basilica di Carignano è stata luogo nel corso degli anni di importanti manifestazioni ecclesiastiche. Dal sagrato, recentemente restaurato, che si affaccia sull'ampia piazza di Carignano i genovesi hanno salutato spesso i propri morti illustri, come accadde negli anni settanta per alcune vittime del terrorismo degli anni di piombo e nel gennaio 1999 per i funerali di Fabrizio De André, quando una grande folla si radunò davanti alla basilica per salutare il compianto artista.

## Descrizione

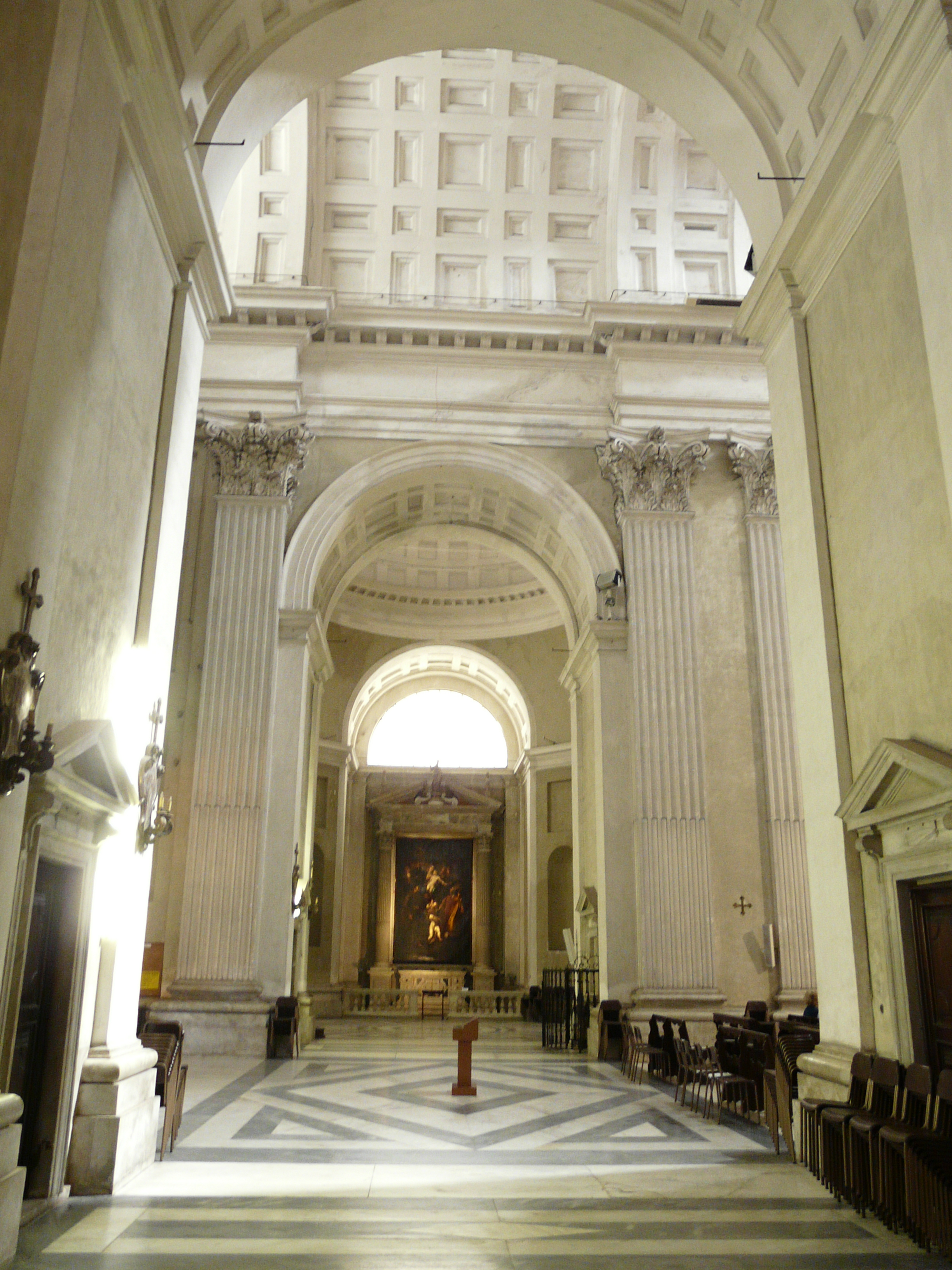
Veduta dell'interno.

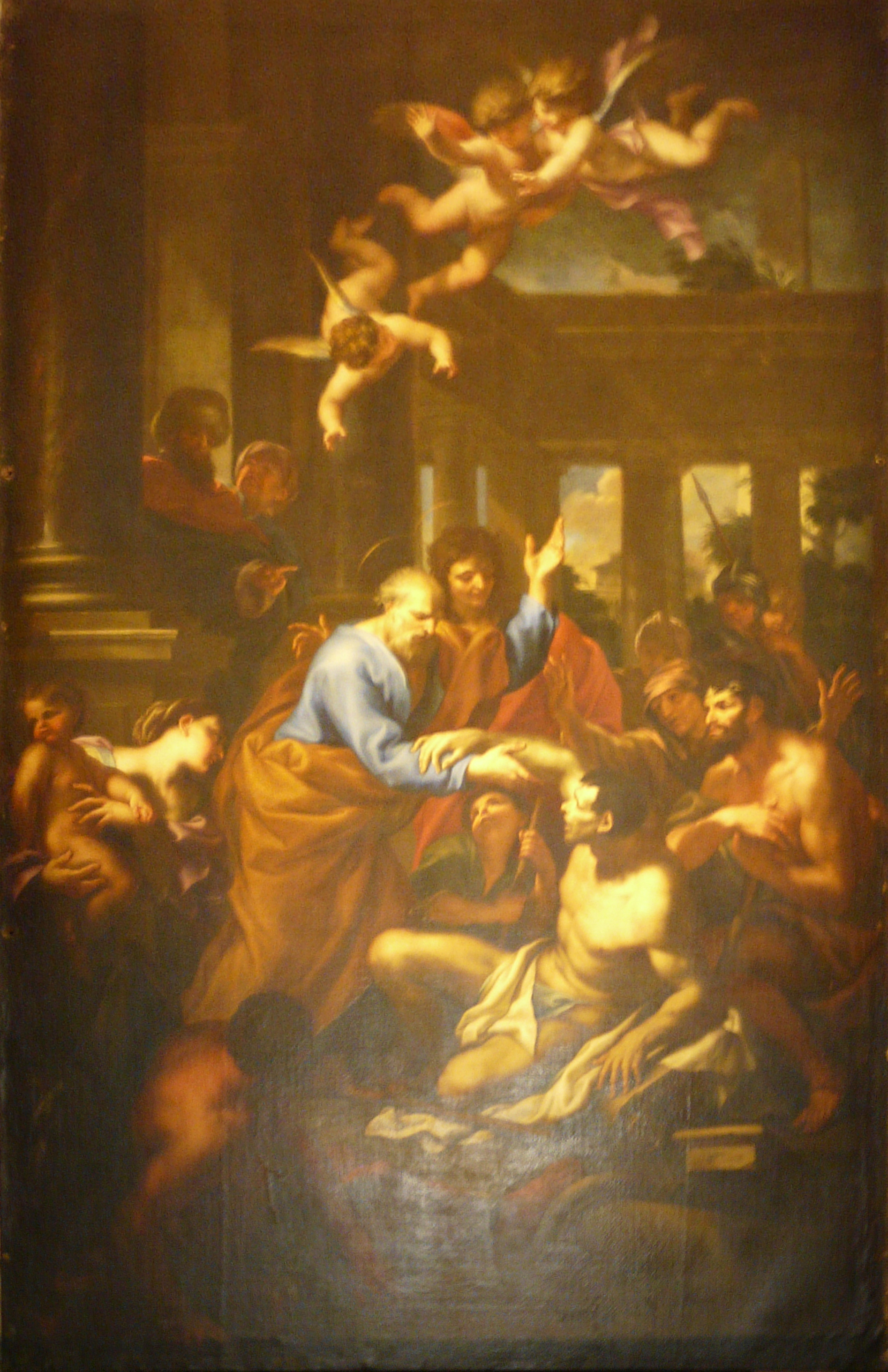
San Pietro risana lo zoppo, di Domenico Piola.

La chiesa ha pianta a croce greca, con una cupola centrale impostata su un alto tamburo a serliane e quattro cupolette agli angoli. Questa struttura, che non ha precedenti nella tradizione genovese, è ispirata al progetto per la basilica di S. Pietro elaborato da Giuliano da Sangallo. 

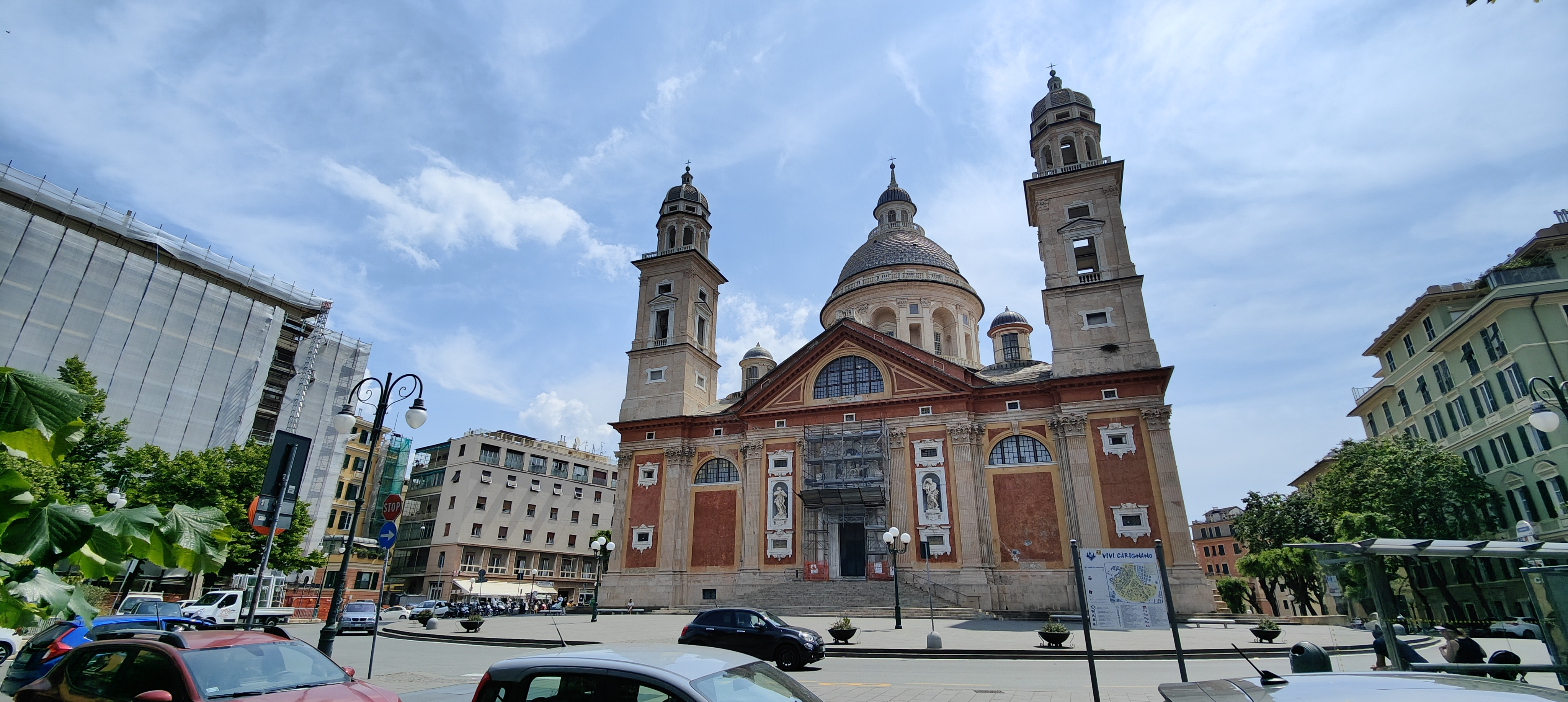
La facciata esterna che domina sull'ampia piazza di Carignano

Caratteristica della chiesa sono i quattro prospetti identici su ogni lato, ciascuno coronato da un timpano e dotato di un proprio ingresso, tranne quello posteriore. Dei quattro campanili previsti dal progetto dell'Alessi solo due sono stati realizzati, in corrispondenza della facciata principale.

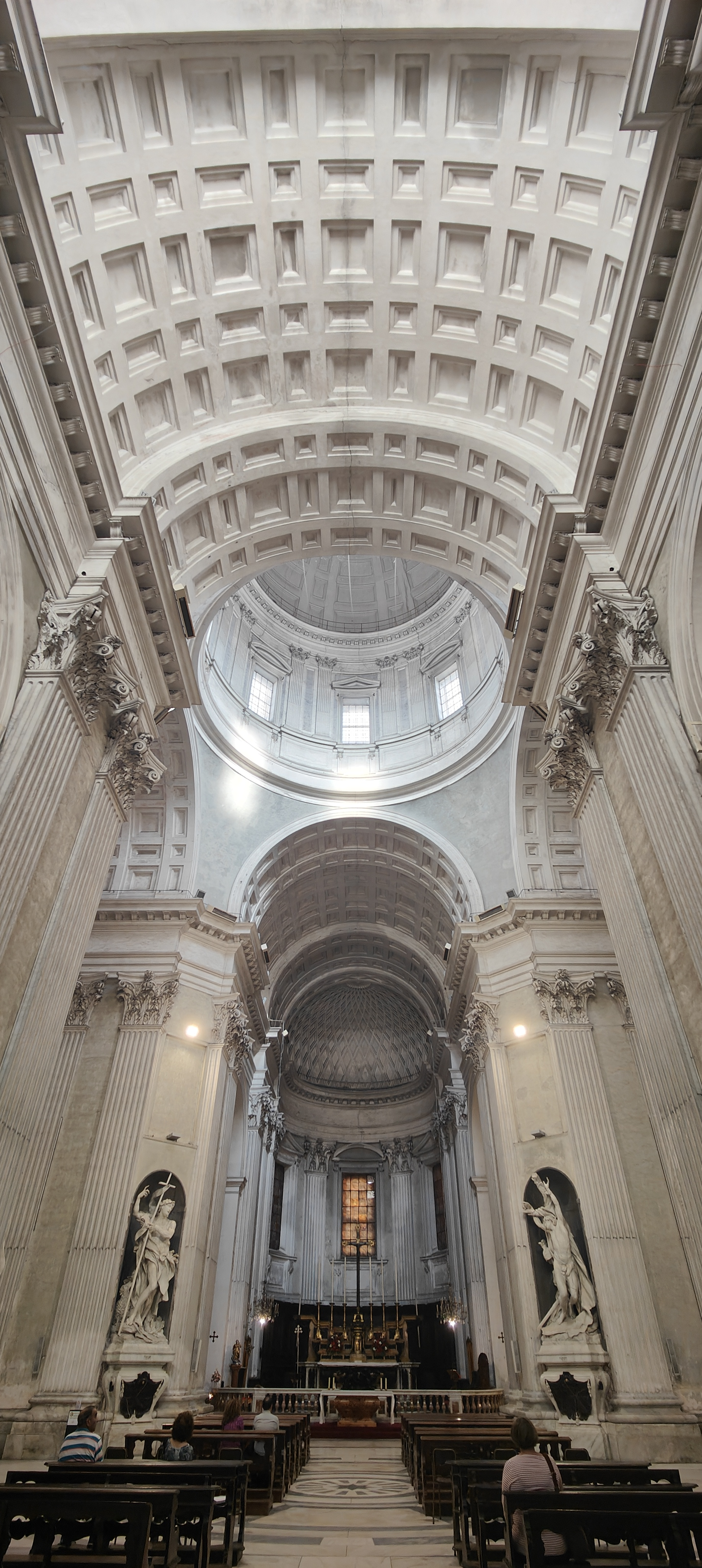
La navata centrale e parte interno cupola

L'interno, molto luminoso, è caratterizzato da pareti bianche, prive di affreschi, decorate solo da lesene con capitelli fitomorfi, che riprendono il motivo della decorazione esterna. Le volte, comprese quelle delle cupole, hanno il soffitto a cassettoni.
All'incrocio dei bracci, che suddividono la chiesa in quattro parti uguali, si impongono le quattro grandi statue di santi poste nelle nicchie alla base dei pilastri della cupola centrale. L'altare maggiore, con la sua decorazione in bronzo, crea un netto contrasto con il bianco di pareti e soffitti. Nella chiesa sono diverse tombe di esponenti della famiglia Sauli, tra cui quella del doge Lorenzo Sauli, assassinato nel 1601.

### Opere d'arte
Facciata principale:
- Statua dell'Assunta di Claude David, terminata da Bernardo Schiaffino[5];
- Statua dei Santi Pietro e Paolo di Claude David.

Nicchie nei pilastri della cupola:
- Statua di Sant'Alessandro Sauli [6], a destra, di Pierre Puget;
- Statua di San Sebastiano (1668), a destra, di Pierre Puget;
- Statua di San Bartolomeo, a sinistra, di Claude David (1695);
- Statua di San Giovanni Battista, a sinistra, di Filippo Parodi (1667);
- Statue dei dodici apostoli e Dottori della Chiesa, lungo le pareti, del 1740, di Diego Carlone su disegno di Francesco Maria Schiaffino.

Presbiterio e altare maggiore:
- Altare maggiore, in marmo e bronzo, opera dello scultore fiorentino Massimiliano Soldani (1700), con crocifisso in bronzo di Pietro Tacca (realizzato in luogo di quello commissionato in origine a Pierre Puget che non venne mai eseguito);
- Dipinto raffigurante Cenacolo e Fuga in Egitto, ai lati del presbiterio, di Giuseppe Palmieri.

Navata destra:
- Dipinto raffigurante San Pietro che risana uno zoppo, nel primo altare, di Domenico Piola, datato tra il 1694 e il 1696;
- Dipinto raffigurante il Martirio di San Biagio, nel secondo altare, di Carlo Maratta, datato al 1680;
- Dipinti raffiguranti la Risurrezione di Cristo, di Aurelio Lomi e Annunciazione di Ottavio Semino, nel portale laterale del secondo altare;
- Dipinto raffigurante la Vergine fra i Santi Domenico, Ignazio e Rosa, nel terzo altare, di Paolo Gerolamo Piola;
- Dipinto raffigurante il Viatico della Maddalena, ricevuto da San Massimino, nel quarto altare, di Francesco Vanni;

Navata sinistra:
- Dipinto raffigurante il Beato Alessandro Sauli che fa cessare una pestilenza, nel quinto altare, di Domenico Fiasella, datato al 1630 circa;
- Dipinto raffigurante la Pietà, nel sesto altare, di Luca Cambiaso, datato al 1571 circa;
- Dipinto raffigurante il Giudizio Universale, nel portale laterale del sesto altare, di Aurelio Lomi e Visione di San Domenico di Domenico Fiasella;
- Dipinto raffigurante la Madonna fra i Santi Carlo e Francesco d'Assisi, nel settimo altare, di Giulio Cesare Procaccini, datato al 1620 circa;
- Dipinto raffigurante San Francesco d'Assisi che riceve le stimmate, nell'ottavo altare, del Guercino.

Sagrestia:
- Dipinto raffigurante la Sacra Famiglia, di Luca Cambiaso.

### L'organo monumentale

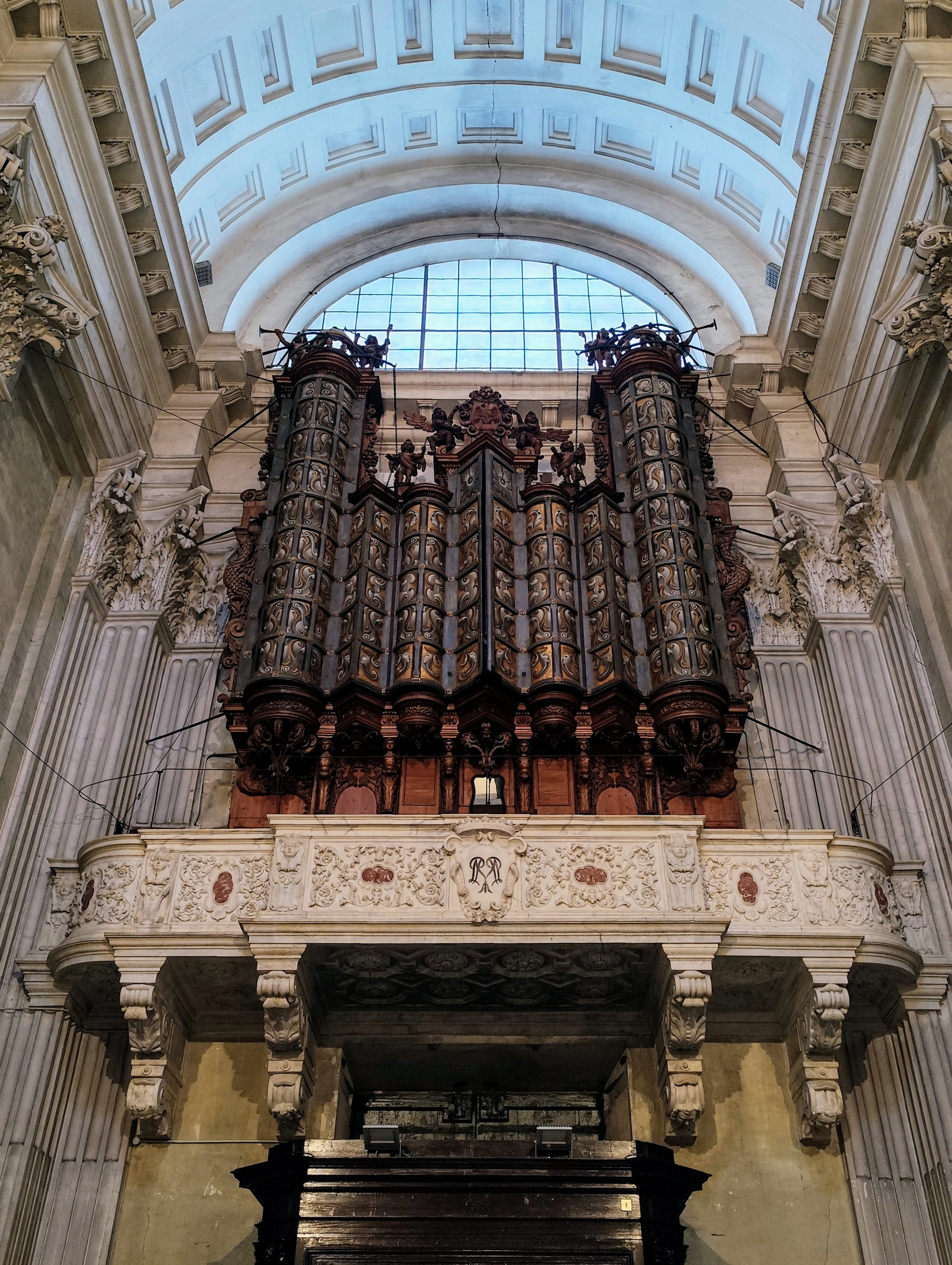
L'organo monumentale.

Nella controfacciata, al di sopra della cantoria, è presente un organo a canne monumentale, realizzato fra il 1656 e il 1660 dal gesuita olandese Willem Hermans. Lo strumento, originariamente caratterizzato da uno spiccato stile barocco nord-europeo rarissimo in Liguria, venne pesantemante modificato da Camillo Guglielmo Bianchi fra il 1852 e il 1853 e dalla Ditta Lingiardi nel 1905.
L'organo, attualmente, ha un'impostazione fonica di gusto romantico-ottocentesco.

## Tradizioni popolari
Secondo una leggenda popolare, la decisione di far costruire una chiesa sulle alture di Carignano venne decisa nel 1478 quando la moglie del patrizio Bandinello Sauli, avendo chiesto ad una nobildonna della famiglia Fieschi di attenderla, ritardando di qualche tempo la celebrazione della messa nella vicina chiesa di Santa Maria in via Lata (gentilizia dei Fieschi), si sarebbe sentita rispondere: "Chi vuole dei comodi se li procuri a sue spese".
Il rifiuto, accolto come un'offesa dai Sauli, avrebbe fatto nascere in loro il desiderio di costruire una propria chiesa gentilizia che superasse in bellezza quella dei Fieschi e così Bendinello Sauli nel 1481 lasciò un legato, stabilendo che il moltiplicato dei capitali iscritti alle Compere di San Giorgio fosse destinato alla costruzione della chiesa, il che avvenne solamente nel 1549, quando ormai la famiglia rivale, dopo la fallita congiura di Gianluigi Fieschi ai danni di Andrea Doria, era stata privata delle sue proprietà in Carignano.
Secondo un'altra leggenda popolare, quando nel 1737 Domenico Sauli fece realizzare il concerto di campane, egli stesso avrebbe gettato nel crogiolo, durante la fusione, alcuni sacchi di monete d'argento per rendere il suono più armonioso.

## Citazioni
Scrisse Charles de Brosses (erudito di Francia e prolifico autore di letteratura di viaggio) nelle sue Lettres familières sur l'Italie (1739-1740):